# ゴーパールガンジ
ゴーパールガンジ（ヒンディー語：गोपालगंज、Gopalganj）は、インドのビハール州、ゴーパールガンジ県の都市。

## 歴史
18世紀、ハトワー・ラージ（Hathwa Raj）によって支配されていた。
1905年までにゴーパールガンジはイギリス領となった。

## 地理
ゴーパールガンジは北緯26度28分 東経84度26分 / 北緯26.47度 東経84.43度に位置している。

## 人口
2001年の統計では、人口は54,418人だった。